# Pleospora rubelloides
Pleospora rubelloides är en svampart som först beskrevs av Plowr. ex Cooke, och fick sitt nu gällande namn av J. Webster 1957. Pleospora rubelloides ingår i släktet Pleospora och familjen Pleosporaceae.   Inga underarter finns listade i Catalogue of Life.